# Parallels Desktop for Mac
Parallels Desktop for Mac (ehemals Parallels Workstation for Mac OS X) ist eine Virtualisierungssoftware für Mac OS X von Parallels.

## Überblick
Als Wirt-Betriebssystem wird Mac OS X unterstützt, als Gast-Betriebssysteme wird eine Vielzahl an 32-Bit-Betriebssystemen, ab Version 6 auch 64 Bit, für x86 unterstützt (u. a. Windows, Linux, *BSD, OS/2 oder Solaris/86). Ab der Version 7 wurde erstmals auch die Unterstützung von Mac OS X Lion (Lion) als Gast-Betriebssystem integriert. Es kann u. a. direkt aus einer Recovery-HD-Partition wiederhergestellt werden und setzt OS X Lion als Host OS voraus. Wenn der Benutzer ein Windows in einer Boot-Camp-Partition installiert hat, kann diese direkt in Parallels’ virtueller Maschine ausgeführt werden. Ebenso können physisch separate Windows-Installationen in ein eigenes Image-Format transportiert werden, um dieses dann in einer virtuellen Maschine auszuführen. Ab Version 16.5 wird auch auf ARM-basierten Macs die Virtualisierung von Gastsystemen wie Windows und Linux-Distributionen unterstützt. Die Gastsysteme selbst müssen aber auch auf ARM basieren.

## Emulierte Umgebung
Die emulierte Umgebung bietet u. a.
- eine VESA-3.0-kompatible Grafikkarte (bis zu 1024 MB VRAM konfigurierbar),
- einen Intel-i815-kompatiblen Chipsatz,
- USB-3.0-Unterstützung (inkl. iSight HD-Unterstützung),
- eine AC97-kompatible Soundkarte
- und eine Realtek-kompatible (RTL8029(AS)) Netzwerkkarte.

Darüber hinaus kann man in der VM CDs und DVDs brennen, indem direkt auf die Hardware des Host-Systems zugegriffen wird.
Parallels besitzt auch einen Kohärenz-Modus (bei VMWare Unity-Modus und bei VirtualBox nahtloser Modus genannt), der dafür sorgt, dass der Gast-Desktop ausgeblendet wird und die Gast-Anwendungen in der Mac-Umgebung auftauchen. Dadurch kann man Gast-Programme aus dem Dock von Mac OS X starten.
Per Drag and Drop lassen sich Daten zwischen einem Mac OS X-Host und einem Windows-Gast austauschen, ohne explizite Freigaben zu nutzen.